# بطولة أم المعارك 1992
بطولة أم المعارك 1992 وهي بطولة كرة قدم نظمها اتحاد كرة القدم في العراق للفترة من 2-17 تموز 1992 بمشاركة ثمان فرق التي تحمل المراكز الثمانية الأولى في بطولة دوري أندية العراق 1991/1992

## الفرق المشاركة

### المجموعة الأولى
| التسلسل | النادي  |
| 1       | النفط   |
| 2       | الطيران |
| 3       | الزوراء |
| 4       | الشرطة  |

### المجموعة الثانية
| التسلسل | النادي       |
| 1       | الطلبة       |
| 2       | القوة الجوية |
| 3       | الكرخ        |
| 4       | النجف        |

## المباريات

### المجموعة الأولى
بدأت منافسات البطولة للمجموعة الأولى يوم الخميس 2 تموز 1992 بلقاء فريقي النفط والطيران على ملعب الكشافة ولقاء فريقي الزوراء الشرطة على ملعب الشعب الدولي
| النفط         | 1 - 0 | الطيران |
| ------------- | ----- | ------- |
| ناصر حسين "58 |       |         |

| الزوراء                  | 3 - 1 | الشرطة     |
| ------------------------ | ----- | ---------- |
| عادل عگلة كريم صدام (+2) |       | أسامة نوري |

وفي يوم 6 تموز 1992 التقى فريقي الشرطة والطيران على ملعب الكشافة وفريقي النفط والزوراء على ملعب الشعب الدولي
| الشرطة     | 1 - 0 | الطيران |
| ---------- | ----- | ------- |
| سعدون يوسف |       |         |

| الزوراء | 0 - 2 | النفط               |
| ------- | ----- | ------------------- |
|         |       | احمد حضير ناصر حسين |

والتقى يوم 9 تموز 1992 فريقي النفط والشرطة على ملعب الشعب الدولي وفريقي الزوراء والطيران على ملعب الكشافة
| النفط               | 2 - 0 | الشرطة |
| ------------------- | ----- | ------ |
| احمد خضير ناصر حسين |       |        |

| الطيران | 0 - 1 | الزوراء        |
| ------- | ----- | -------------- |
|         |       | محمد جاسم مهدي |

### المجموعة الثانية
بدأت منافسات البطولة للمجموعة الأولى يوم الخميس 2 تموز 1992 بلقاء فريقي الطلبة والكرخ على ملعب الشعب ولقاء فريقي النجف القوة الجوية على ملعب الشرطة
| الطلبة                  | 2 - 1 | الكرخ      |
| ----------------------- | ----- | ---------- |
| هيثم كاظم جاسم ولي كريم |       | يونس عاشور |

| النجف          | 0 - 1 | القوة الجوية |
| -------------- | ----- | ------------ |
| صباح عبد الحسن |       |              |

والتقى يوم 6 تموز 1992 فريقي الطلبة والنجف على ملعب الشرطة وفريقي القوة الجوية والكرخ على ملعب الشعب الدولي
| النجف    | 1 - 1 | الطلبة     |
| -------- | ----- | ---------- |
| حسن جواد |       | مهند زويان |

| الكرخ | 0 - 0 | القوة الجوية |
| ----- | ----- | ------------ |
|       |       |              |

والتقى يوم 9 تموز 1992 فريقي الكرخ والنجف على ملعب الشرطة وفريقي القوة الجوية والطلبة على ملعب الشعب الدولي
| النجف                 | 3 - 2 | الكرخ       |
| --------------------- | ----- | ----------- |
| حيدر نجم سعيد نوري +2 |       | علي كاظم +2 |

| الطلبة          | 1 - 1 | القوة الجوية |
| --------------- | ----- | ------------ |
| هيثم عبد القادر |       | شاكر طاهر    |

### النصف نهائي
تاهل فريقي النفط والزوراء من المجموعة الأولى وفريقي القوة الجوية والطلبة من المجموعة الثانية إلى الدور نصف النهائي وانطلقت مباريات هذا الدور يوم 13 تموز 1992 بلقاء فريقي النفط والقوة الجوية على ملعب الشعب الدولي ولقاء فريقي الزوراء والطلبة على ملعب الشعب الدولي
| النفط | 0 - 1 | القوة الجوية |
| ----- | ----- | ------------ |
|       |       | ماجد عباس'   |

| الطلبة                               | 3 - 2 | الزوراء                       |
| ------------------------------------ | ----- | ----------------------------- |
| ولي كريم' · مهند زيدان' · رحيم عودة' |       | عبد الأمير ناجي' · كريم صدام' |

### النهائي
اقيمت مباراة نهائي البطولة يوم 17 تموز 1992 بين فريقي القوة الجوية والطلبة على ملعب الشعب الدولي
| الطلبة     | 1 - 0 | القوة الجوية |
| ---------- | ----- | ------------ |
| علاء كاظم' |       |              |